# Quispamsis
Quispamsis es un pueblo canadiense situado en la provincia de Nuevo Brunswick.

## Superficie
Quispamsis tiene una superficie de 56,97 km².

## Demografía
En 2021, tenía 18 768 habitantes, una densidad poblacional de 329,4 hab./km², y 6985 viviendas.